# Dekanat służewski
Dekanat służewski – nieistniejący obecnie dekanat archidiecezji warszawskiej wchodzącej w skład metropolii warszawskiej.
Decyzją kardynała Kazimierza Nycza z 1 grudnia 2012 roku dekanat służewski został zlikwidowany.
Przed likwidacją skład wchodziły:
- Parafia św. Zofii Barat w Grabowie – Grabów
- Parafia św. Dominika w Warszawie – Służew
- Parafia św. Katarzyny w Warszawie – Służew
- Parafia św. Maksymiliana Marii Kolbego w Warszawie – Służewiec
- Parafia Najświętszej Maryi Panny Matki Miłosierdzia w Warszawie – Stegny
- Parafia Świętych Apostołów Piotra i Pawła w Pyrach – Pyry